# 萨可光眼虫
萨可光眼虫（学名：Actinomma saccoi）为星球虫科光眼虫属的动物。分布于意大利以及中国东海等海域。